# Батальон ангелов
«Батальон ангелов» — «фильма десятая», заключительная книга из серии Бориса Акунина «Смерть на брудершафт». Издана в 2011 году.

## Содержание
Действие повести происходит в середине 1917 года и рассказывает об истории одной из ударных частей — Женского батальона смерти, организованного в условиях разложения русской армии. Главный герой «фильмы» — штабс-капитан Алексей Романов, являющийся заместителем командира батальона. Батальон участвует в Июньском наступлении 1917 у Сморгони, несёт потери, но поднимает в атаку на немцев соседние части и добивается успеха. Действия батальона встречают противодействия со стороны главы дивизионного солдатского комитета по кличке Гвоздь.
Эпилог произведения относится к 1918 году, в данный период Романов — краском и командир лёгкого бронепоезда «Моисей Урицкий» — проводит успешные переговоры с немецким солдатским комитетом и обеспечивает беспрепятственный отход германских частей из города в обмен на тяжёлые германские орудия, переданные ему революционными германцами после неудачной попытки красногвардейцев разоружить немцев и последовавшего за этим обстрела города тяжёлой германской артиллерией (обстрел был произведён под угрозой офицера из штаба, как выяснилось — Зеппа (немецкого разведчика, давнего противника Романова), которого разозлённые и испуганные возможной местью русских немецкие солдаты решили расстрелять).

## Основные персонажи
- Алексей Романов — штабс-капитан, заместитель командира женского батальона, бывший сотрудник контрразведки, через год командует красным бронепоездом.
- Александра Шацкая — доброволица, солдат женского батальона. Дочь адмирала.
- Гвоздёв — большевик, председатель дивизионного солдатского комитета.

## Исторические личности
- Мария Бочкарёва — прапорщик, командир женского батальона.
- Мария Скрыдлова — батальонный адъютант, прототип Александры Шацкой[источник не указан 2632 дня].